# Приставка (річка)
Приставка, Іква — річка в Україні, у Кагарлицькому районі Київської області. Права притока Сквири (басейн Дніпра).

## Опис
Довжина річки приблизно 5,8 км. На деяких ділянках річка пересохла.

## Розташування
Бере початок у селі Стайки. Спочатку тече на південний захід, потім на північний захід, знову повертає на південний захід і впадає в річку Сквиру, праву притоку Дніпра.
Річку перетинає автошлях Р19